# Befreiungstheologie

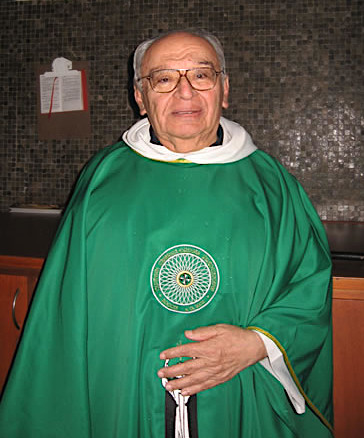
Gustavo Gutiérrez, lateinamerikanischer Vertreter und Namensgeber der Befreiungstheologie, 2007

Die Befreiungstheologie oder Theologie der Befreiung ist eine in Lateinamerika entstandene Richtung der christlichen Theologie. Sie versteht sich als „Stimme der Armen“ und will zu ihrer Befreiung von Ausbeutung, Entrechtung und Unterdrückung beitragen. Aus der Situation sozial deklassierter Bevölkerungsteile heraus interpretiert sie biblische Tradition als Impuls für umfassende Gesellschaftskritik. Die verschiedenen Ausprägungen der Befreiungstheologie in jeweiligen Ländern beziehen sich auf eine eigenständige Analyse der politökonomischen Abhängigkeit (Dependenztheorie). Mit einem Bekenntnis zum gelebten Glauben im Diesseits arbeitet die Befreiungstheologie für eine basisdemokratische und teilweise sozialistische Gesellschaftsordnung.
Daraus ergaben sich, vor allem in der katholischen Kirche, zwangsläufig erhebliche Konflikte mit der Kirchenhierarchie, die häufig in Disziplinarmaßnahmen gegen einzelne Seelsorger mündeten. Als Konsequenz ihrer Überzeugungen stellten sich die Befreiungstheologen zudem offen gegen die in Süd- und Mittelamerika weit verbreiteten oligarchischen und diktatorischen Regime, was zahlreiche Seelsorger das Leben kostete. Das bekannteste Opfer ist Óscar Romero, der 1980 ermordete Erzbischof von El Salvador.
Die Grundkonzepte der Befreiungstheologie entstanden seit etwa 1960 aus der Selbstorganisation von katholischen Basisgemeinden in Brasilien. Mit der Parteinahme für die Armen durch die zweite allgemeine lateinamerikanische Bischofskonferenz (CELAM) in Medellín wurde diese Richtung 1968 einer breiteren Öffentlichkeit bekannt. Den Namen gab ihr das im Dezember 1971 erschienene Buch Teología de la liberación von Gustavo Gutiérrez.
Die überwiegend katholische Befreiungstheologie empfing Anregungen vom Zweiten Vatikanischen Konzil (1962–1965) und wirkt in die Ökumene sowie in den sozialkritischen Protestantismus hinein. Ähnliche Konzepte entwickelten sich auch in Südafrika und einigen Ländern Asiens. Auch die in den USA im Zusammenhang mit der Bürgerrechtsbewegung entstandene „Schwarze Theologie“ versteht sich als Befreiungstheologie.

## Entstehung und Hintergründe
Etwa seit der Zeit der kubanischen Revolution 1959 bildeten sich in den armen und meist katholisch geprägten Bevölkerungsschichten ehemaliger europäischer Kolonien vermehrt so genannte „Basisgemeinden“. Deren Mitglieder waren in der Regel landlose Bauern (campesinos), Landarbeiter, Slumbewohner und Analphabeten, die ihre Alltagsprobleme gemeinsam zu bewältigen versuchten. Hier wurde die biblische Botschaft unmittelbar auf die reale Situation ihrer Leser bezogen, um daraus eine gesellschaftliche Hoffnungsperspektive für sie zu entwickeln. Das besondere Kennzeichen dieser lebensnahen und praktischen Exegese ist, dass sie von den betroffenen Armen selbst vorgenommen wird, die sich als in den Bibeltexten Gemeinte und Angeredete entdecken.
Nach und nach kamen in fast allen Ländern Lateinamerikas, beginnend 1964 mit einem Militärputsch in Brasilien, von den USA ökonomisch und militärisch gestützte Militärdiktaturen an die Macht. Diese Entwicklung hatte ihren Höhepunkt in den 1970er- und 1980er-Jahren. Die Regime betrieben fast durchweg eine für die jeweilige Bevölkerungsmehrheit sozial und wirtschaftlich nachteilige bis katastrophale Innenpolitik, die nur den zahlenmäßig kleinen Oberschichten zugutekam. Jegliche Versuche und Forderungen, die Situation der Armen durch Reformen zu verbessern oder gar die Herrschaftsverhältnisse zu hinterfragen, wurden von den Regierenden mit massiver Gewalt und Unterdrückung beantwortet, was in vielen lateinamerikanischen Ländern in so genannten „Schmutzigen Kriegen“ gipfelte. Im Gegenzug kam es in vielen Ländern seit 1965 zu Rebellionen, Umstürzen und Revolutionsversuchen, so in Argentinien, Brasilien, Chile, Peru, El Salvador und Nicaragua.
Die Gesamtbilanz der staatlichen lateinamerikanischen Repressionspolitik der 1970er- und 1980er-Jahre schätzen Menschenrechtsorganisationen wie folgt ein: Etwa 50.000 Menschen wurden direkt ermordet, rund 350.000 gelten als gewaltsam und dauerhaft „verschwunden“ (die so genannten Desaparecidos), und 400.000 wurden zeitweise aus politischen Gründen gefangen gehalten.
In diesem Kontext stellte sich ein wachsender Teil von Christengemeinden und Kirchenvertretern auf die Seite der um Befreiung ringenden Bevölkerung. Die Rolle der Kirche blieb jedoch zwiespältig: Ein Teil der kirchlichen Hierarchie stand stets eng an der Seite der jeweiligen Machthaber – auch im Fall von oligarchisch geprägten, vom Militär gestützten autoritären Regimen oder Militärdiktaturen – solange diese sich christlich und antikommunistisch beziehungsweise konservativ gaben, was in Lateinamerika fast durchweg der Fall war. Ein anderer Teil der Kirche entwickelte jedoch aus den konkreten täglichen Erfahrungen mit Unterdrückung, Folter, Polizeistaat, Rechtlosigkeit und Elend heraus eine neue und umfassende Solidarität mit den armen Bevölkerungsmehrheiten, was zwangsläufig auch Kritik an den Besitz- und Herrschaftsverhältnissen bedeutete.
Im Jahre 1968 kam es in Medellín zur zweiten allgemeinen lateinamerikanischen Bischofskonferenz (CELAM). Die dort versammelten Bischöfe versuchten, sich gegenüber den neu aufkommenden sozialen Bewegungen zu positionieren. Unter der Führung des brasilianischen Erzbischofs Dom Hélder Câmara wurden die „gewaltigen sozialen Ungerechtigkeiten in Lateinamerika“ angeprangert. Verurteilt wurden das liberal-kapitalistische und das marxistische Gesellschaftssystem. Stattdessen wurde ein gewaltloser und reformistischer, sogenannter Dritter Weg zur Befreiung vorgeschlagen. Anknüpfend an die Enzyklika Populorum progressio von Papst Paul VI. erhob der gesamte lateinamerikanische katholische Episkopat im Beisein und mit Billigung des Papstes die Option für die Armen zur Leitlinie der kirchlichen Position. Gustavo Gutierrez (Peru), Hugo Assman (Bolivien), Juan Luis Segundo (Uruguay) und Leonardo Boff (Brasilien) veröffentlichten, alle im selben Jahr 1971 unabhängig voneinander ihre Schriften, die als das Fundament der Theologie der Befreiung gelten.
Ähnliche Aufbrüche gab es auch in den USA, wo sich aus der Bürgerrechts- und Protestbewegung der 1960er-Jahre eine „schwarze Theologie“ gegen den alltäglichen Rassismus entwickelte. Diese wirkte wiederum auf die christlich motivierte Anti-Apartheid-Bewegung Südafrikas ein; ein Beispiel hierfür ist das Kairos-Dokument. Auch auf den Philippinen, in Sri Lanka und Indien entstand seit 1968 eine „Theologie des Kampfes“. Diese Bestrebungen werden oft als „Dritte-Welt-Theologie“ zusammengefasst, obwohl sie jeweils eigenständig waren und auch europäische sowie nordamerikanische Vertreter beeinflussten.

## Programm

### Von Lebenserfahrung der Armen geleitete Bibelauslegung
Die Befreiungstheologie ist ursprünglich eine Theologie der Armen. Die Entwicklung der Basisgemeinden mit gemeinsamen, von keinen Amtsträgern geleiteten Gottesdienstformen war weit fortgeschritten, als die ersten Befreiungstheologen auf dem internationalen Buchmarkt zu Gehör kamen. Ihre Autoren verstehen sich nicht als „Erfinder“ einer neuen Theologie, sondern als Sprachrohr der Unterdrückten, daher auch das Verständnis als Theologie des unterdrückten Volkes. Diese selbst waren es, die in der Bibel ihr ureigenstes Thema, die Befreiung aus jeder Form der Sklaverei, wiederentdeckten und daraus politische Folgerungen für ihre Realität ableiteten.
Die Befreiungstheologie will diese Entdeckung unterstützen und praktisch wirksam werden lassen. Dies wird damit begründet, dass Befreiung das durchgehende Hauptthema der Bibel sei und die Armen und Unterdrückten die zentralen Adressaten dieser Befreiung seien. Dabei kommt der Exodustradition eine Schlüsselrolle zu: Hier erscheint der Gott Israels als der, „der das Elend seines Volkes sieht und die Schreie über ihre Bedränger hört“ (Ex 3,7 ). Dies wird im Neuen Testament ebenfalls gleich zu Anfang bekräftigt, wo Maria als Lobpreis für die ihr zugesagte Geburt des Messias singt:

„Er stößt die Mächtigen vom Thron und erhebt die Niedrigen. Die Hungrigen füllt er mit Gütern und lässt die Reichen leer ausgehen.“

Darum wird Erlösung als Zentralbegriff der biblischen Heilsbotschaft nicht wie in der traditionellen Theologie ausschließlich spirituell verstanden, sondern als eine sozialpolitische und ökonomische revolutionäre Veränderung. Das Heil, das die Bibel verkündet, wird nicht mehr nur auf das Jenseits bezogen, sondern auf die gesellschaftliche Realität im Diesseits. Die Befreiungstheologen betonen, dass sie diese Deutung nicht willkürlich, sondern im Anschluss an den Eigensinn der Bibel gewinnen. Sie folgern daraus eine grundsätzliche Neuorientierung der Kirche an der Zukunft der Armen: nicht nur in ihren Ländern, sondern als Herausforderung an die Gesamtkirche und die Ökumene.
Methodisch vertreten Befreiungstheologen eine kontextuelle Bibelexegese. Dabei wird zunächst eine aktuelle sozialpolitische Analyse der Gegenwartssituation vorgenommen, um daraus Leitlinien für die Textauslegung zu gewinnen, die sich wiederum auf die eigene Lage zurückbeziehen (hermeneutischer Zirkel).

### Sozialistische und basisdemokratische Gesellschaftsreformen
Politisch favorisieren befreiungstheologische Entwürfe meist ein sozialistisches Gesellschaftsmodell, wobei sie sich deutlich gegen die Dominanz von sowjetisch gelenkten Parteien und neuen Diktaturen abgrenzen und die basisdemokratischen und genossenschaftlichen Elemente betonen. Bezugspunkt ihrer Sozialkritik ist die so genannte Dependenztheorie, welche die Mechanismen der Ausbeutung aus einer doppelten Interessenidentität erklärt: zum einen aus der engen Verflechtung der eigenen nationalen Eliten mit den Eliten der reichen Industrienationen (Klassen-Antagonismus), zum anderen aber auch der Einbindung großer Teile der Lohnabhängigen in das Wohlstandsgefälle in den reichen Ländern.

### Verhältnis zu Gesellschaftswissenschaften
Die lateinamerikanische Befreiungstheologie orientiert sich seit ihrer Entstehung an der lateinamerikanischen Soziologie der 1960er-Jahre, die von der Dependenztheorie bestimmt war. Diese reagierte auf die damalige Krise des Entwicklungsmodells der Importsubstitution, das sich von stärkerer Industrialisierung eine geringere Abhängigkeit von Importen und damit vom Markt der hochindustrialisierten Länder versprochen hatte. Dieses Konzept vertraten damals die Allianz für den Fortschritt, die Christdemokratie Chiles (bis 1965) sowie Ökonomen der UNO-Wirtschaftskommission für Lateinamerika und die Karibik (CEPAL) wie Raúl Prebisch. Sie grenzten sich wie die Befreiungstheologen vom Neoliberalismus und Neokonservatismus ab, wurden aber dennoch von den Dependenztheoretikern als „Desarrollisten“ (span. desarrollo = Entwicklung) kritisiert.
Nach Steffen Flechsig scheiterten die an sich richtigen Entwicklungsmodelle der CEPAL an der Politik rechtsgerichteter Regimes seit dem Putsch 1964 in Brasilien, dann in Bolivien, seit 1973 in Chile und in Argentinien. Diese hätten den Kontinent zum machtpolitischen Exerzierfeld einer gewaltbereiten neoliberalen Elite gemacht, um die Reformerfolge der 1960er-Jahre zurückzudrehen.
Der russische Ökonom Viktor Krasilschtschikow beschrieb den Übergang zum Neoliberalismus als globalen, nicht auf Lateinamerika begrenzten Prozess. Zur Analyse dieses globalen Kapitalismus hatte der Soziologe und religiöse Sozialist Karl Polanyi schon in den 1930er-Jahren den Weltsystem-Ansatz mitbegründet. Demgegenüber wird die Dependenztheorie als zu sehr an der lateinamerikanischen Situation orientiert kritisiert, die die Situation der muslimischen Welt und Asiens wie auch die wachsende Ungleichheit und Verarmung in Europa und Nordamerika zu wenig erfasse. Die Dependenztheorie wiederum reagierte durch einen kritischen Dialog mit der Weltsystem-Theorie auf die Kritik.
Ivan Petrella zufolge muss sich die Befreiungstheologie stärker mit Problemen wie dem Sexismus und der Umweltverschmutzung auseinandersetzen, um sich mit anderen sozialen Bewegungen verbünden zu können.

### Verhältnis zum Judentum
Anders als in der europäischen Theologie seit 1945 war der jüdisch-christliche Dialog für viele Befreiungstheologen bis etwa 1990 noch kein Thema. Historisch-kritische Bibelforschung und im Dialog mit jüdischen Theologen gewonnene exegetische Erkenntnisse wurden kaum oder verhältnismäßig spät rezipiert. Aufgrund der hermeneutischen Grundregel, die biblischen Texte mit den Augen der aktuell Unterdrückten zu lesen und direkt auf ihre Lebenswelt zu beziehen, wurde die biblische Tradition einerseits kreativ angeeignet, andererseits überging man dabei oft die historische Situation der Textentstehung und ihren Bezug zum erwählten Gottesvolk der Israeliten. Dabei wurden auch unreflektiert antijudaistische Klischees aus älterer europäischer Theologie übernommen.
Der Brasilianer Carlos Mesters etwa stellte Sadduzäer und Pharisäer im Neuen Testament 1973 als gemeinsame Gegner Jesu und Vertreter eines für das Volk der Armen tödlichen Religionssystems dar. Insbesondere die Pharisäer hätten mit ihrer Gesetzesauslegung „das Leben erstickt“, um ihre unterdrückende Herrschaft religiös abzusichern. Sie hätten eine buchstäbliche Befolgung der Tora gelehrt und diese benutzt, um ein von Menschen gemachtes Ausbeutungssystem zu verschleiern und zu verteidigen.
Mesters verglich die Hauptvertreter des Judentums seit 1970 mit den Vertretern der „nationalen Sicherheit“ in lateinamerikanischen Militärdiktaturen, die auch kirchliche Funktionsträger stützten und rechtfertigten. Dazu zeichnete er ein in der deutschen Theologie mindestens bis 1960 gepflegtes Zerrbild der Pharisäer: Tatsächlich vertrat diese volksnahe Laienbewegung schon vor Jesus eine flexible situationsgerechte Toraauslegung.
1986 würdigte Mesters die Zehn Gebote und die Sozialgesetze der Tora als Weg zur Befreiung vom „Haus der Sklaverei“ im Bund mit dem parteilichen Gott, der die Armen durch Recht und Gerechtigkeit dauerhaft von der gegenwärtigen Unterdrückung befreien wolle. Die kasuistische, am Buchstaben haftende Toraauslegung sei historisch gescheitert, Jesus habe einen neuen Bund mit den Armen geschlossen und ihnen damit eine Zukunftsperspektive eröffnet. Mesters bezog dies auf damalige Versuche in Brasilien, unter Beteiligung der Bevölkerung eine neue rechtsstaatliche Verfassung einzuführen.
Hermann Brandt kritisierte diese Auslegung 1990 wie folgt:

„Der Preis für die Aneignung der Zehn Gebote und der Rechtsvorschriften […] durch die Basisgemeinden ist de facto die Enterbung Israels.“

Demgegenüber verstand Philip Potter, afroamerikanischer Anwalt der Befreiungstheologie im ÖRK, den Zionismus als Bewegung zur Befreiung des jüdischen Volkes von Unterdrückung und Rassismus. Er widersprach daher der Resolution 3379 der UNO-Vollversammlung vom 10. November 1975, die Zionismus mit Rassismus gleichsetzte. Heute führen Befreiungstheologen stärker als früher auch einen Dialog mit jüdischen und muslimischen Theologen und Soziologen.

## Vertreter

### Lateinamerikanische Befreiungstheologen
- Gustavo Gutiérrez, peruanischer Theologe, machte den Begriff der Theologie der Befreiung im Jahr 1971 mit seiner Schrift Teología de la liberación bekannt.
- Leonardo Boff: katholischer Theologe und Menschenrechtsaktivist. Er wurde 1985 von der römischen Kongregation für die Glaubenslehre unter der Leitung von Kardinal Joseph Ratzinger – später Papst Benedikt XVI. – wegen seiner Schriften zur Befreiungstheologie zu einem Jahr Lehr- und Predigtverbot verurteilt. Nach seiner Heirat verlor er alle kirchlichen Funktionen.
- Clodovis Boff, Bruder Leonardo Boffs
- Jon Sobrino, entwickelte ausgehend vom Begriff der „gekreuzigten Völker“ eine Christologie der Befreiung.

Vertreter der lateinamerikanischen Befreiungstheologie sind außerdem:
- Rubem Alves
- Hugo Assmann
- Joseph Comblin
- Enrique Dussel
- Ignacio Ellacuría
- Luis Espinal
- Segundo Galilea
- Lucio Gera
- Rutilio Grande
- Carlos Mesters
- José Míguez Bonino
- José Porfirio Miranda
- Ronaldo Muñoz
- Julio de Santa Ana
- Juan Luis Segundo
- Jung Mo Sung
- Paulo Suess
- Elsa Támez
- José María Vigil

Befreiungstheologen mit kirchlichem oder politischem Amt waren oder sind:
- Hélder Câmara: Erzbischof von Olinda und Recife.
- Paulo Evaristo Arns: emeritierter Erzbischof von São Paulo.
- Óscar Romero: Erzbischof von El Salvador, der 1980 von rechtsextremen Todesschwadronen während einer Messe ermordet wurde. Am 14. Oktober 2018 wurde er von Papst Franziskus heiliggesprochen.
- Samuel Ruiz García stand von 1960 bis 2000 der Diözese San Cristóbal de las Casas als Bischof vor.
- Pedro Casaldáliga: emeritierter Bischof von São Félix do Araguaia (Brasilien).
- Ernesto Cardenal: Priester und Dichter, später Kulturminister in der Regierung der Sandinisten Nicaraguas. Er wurde als Mitbegründer einer Basiskommune auf der Insel Solentiname bekannt, aus der das Evangelium von Solentiname – Bibelauslegungen der campesinos (landlosen Kleinbauern) – hervorging.
- Fernando Lugo: Bischof von San Pedro in Paraguay von 1994 bis 2005, 2008 laisiert, 2008 bis 2012 Staatspräsident von Paraguay.
- Camilo Torres: kolumbianischer Priester und Guerillakämpfer beim ELN im Gefolge Che Guevaras.
- Leonidas Eduardo Proaño Villalba: Bischof von Riobamba (Ecuador), Bischof der Armen und Indios.

### Deutschsprachige Befreiungstheologen
Gerade im deutschsprachigen Raum haben einige prominente Theologen versucht, befreiungstheologische Grundideen auch für die reichen Kirchen Europas geltend zu machen. Darunter sind:
- Ulrich Duchrow: Lutheraner, der mit Bezug auf Dietrich Bonhoeffer die gerechte Weltwirtschaftsordnung zur vorrangigen Bekenntnisfrage für die Ökumene erklärt hat.
- Raúl Fornet-Betancourt: Leiter des Lateinamerikareferats am Missionswissenschaftlichen Institut Missio in Aachen, geborener Kubaner, sowohl der deutschsprachigen als auch der lateinamerikanischen Befreiungstheologie zuzurechnen.
- Hans Ehrenberg, Franz Rosenzweig und Eugen Rosenstock-Huessy (Söhne für den Frieden), „Wege des Friedens, Lichter des Friedens“, Bd. 1 und 2, (Rom: Vatikanpresse, 1910, New York: Bible Society, 1910).
- Kuno Füssel
- Hans-Peter Gensichen vertritt eine „nördliche Befreiungstheologie“, die die „Befreiung des (globalen) Nordens aus dem Reichtum“ anstrebt.
- Horst Goldstein
- Norbert Greinacher
- Franz Josef Hinkelammert: katholischer Wirtschaftswissenschaftler, der eine Analyse der Gesetze des Weltmarkts für das ökumenische Programm gegen transnationale Konzerne (TNCs) vorgelegt hat.
- Elmar Klinger: Würzburger katholischer Fundamentaltheologe, zeigt auf, dass die Theologie der Befreiung weltweit die einzige theologische Strömung ist, welche die Anliegen des 2. Vatikanischen Konzils tatsächlich verwirklicht hat.
- Willi Knecht: katholischer Theologe, der am Beispiel einer Diözese in Peru die Entstehung der ersten nicht kolonialen Theologie aus befreiender Praxis und deren Aktualität dokumentiert.
- Erwin Kräutler: aus Österreich stammender Bischof von Altamira in Brasilien.
- Dorothee Sölle: deutsche Schülerin Rudolf Bultmanns, vertrat eine radikal kirchenkritische, existenziale Interpretation des Evangeliums; feministische Sozialistin, die lange in den USA lehrte.

Theologen wie Karl Rahner, Jürgen Moltmann, Johann Baptist Metz, Peter Eicher und Helmut Gollwitzer werden gemeinhin nicht zur Befreiungstheologie gerechnet, standen aber in einem teils intensiven Dialog mit ihr.

### Befreiungstheologen anderer Länder
- Marcella Althaus-Reid: queere Theologieprofessorin argentinischer Herkunft in Edinburgh
- Allan Boesak: Vertreter der Schwarzen Theologie in Südafrika
- James H. Cone: Vertreter der Schwarzen Theologie in den USA
- Georges Casalis: französischer Schüler Karl Barths und libertärer Sozialist im Gefolge Jean-Paul Sartres
- Mariano Delgado: Theologieprofessor in Fribourg, Schweiz
- Marc Ellis: jüdischer Befreiungstheologe aus den USA
- Jean-Marc Ela: Kameruner, bedeutendster Vertreter der afrikanischen Befreiungstheologie[17]
- Ahn Byung Mu: Vertreter der südkoreanischen Minjung-Theologie
- Chung Hyun Kyung: feministische Befreiungstheologin aus Südkorea

## Wirkungsbereiche

### Ökumene
Die Befreiungstheologie wirkte auf die Basisgemeinden zurück und begründete viele neue soziale Initiativen in Lateinamerika, Südafrika und Südasien, aber auch zu deren Unterstützung in der westlichen Welt. Das zeigte sich etwa an zunehmender Aufmerksamkeit für Themen der „einen Welt“, die die Ökumene in drei Hauptbereiche einteilt:
- Bewahrung der Schöpfung (Ökologie, nachhaltiger Umwelt- und Klimaschutz)
- soziale Gerechtigkeit (fairer Handel, Entschuldung der Dritten Welt, Lastenausgleich zwischen Armen und Reichen)
- Menschenrechte (z. B. Mindeststandards an Gewerkschaftsrechten, Überprüfbarkeit durch regelmäßige Untersuchungen usw.)

Die Befreiungstheologie hat innerhalb der Kirchen der westlichen Welt ein etwas größeres Bewusstsein für die soziale Not der Menschen in den ärmeren Ländern Lateinamerikas, Afrikas und Asiens geschaffen. Seit 1985 tauschen sich die Vertreter der Theologie der Befreiung auf den Südkontinenten in der Ökumenischen Vereinigung der Drittwelt-Theologen aus. Eine weitere – überwiegend katholische – Theologenvereinigung ist Amerindia.
Siehe auch: Konziliarer Prozess

### Friedensbewegung
Die christliche Friedensbewegung wurde in vielerlei Hinsicht mit der Befreiungstheologie in Verbindung gebracht. Die teilnehmenden Theologen wirkten (sind) auf allen Kontinenten und in allen Ländern, auch in Ländern mit einer christlichen Minderheit. Ein zentrales Thema war Frieden als Weg der Erlösung und Befreiung.

### Römisch-katholische Kirche
Lateinamerikanische Befreiungstheologen und Basisgemeinden haben die Kirchenhierarchie sowohl ihrer Staaten als auch in den reichen Industriestaaten angegriffen. Zur Analyse der eigenen Lage gehörte zwangsläufig die Kritik am Missbrauch der Religion als wesentlichen Stützpfeiler der Unterdrückung, zur Durchsetzung von Ausbeutungsinteressen und Verdummung der Armen. Befreiungstheologen kritisieren die traditionelle Verbindung von „Thron und Altar“, das heißt die politische Allianz von römisch-katholischer Hierarchie und rechtsgerichteten Parteien und Regimes in Lateinamerika, als eine Art von Klerikalfaschismus. Die Kirche dürfe nicht die Menschen zum Werkzeug ihrer institutionellen Selbsterhaltung machen, sondern die Menschen müssten die Kirche zum Werkzeug zur Erhaltung der Schöpfung machen. In diesem Sinne ist die Kirche auch in Kuba zu einem gemäßigt oppositionellen Faktor geworden.
Politische und kirchliche Reaktionen folgten unvermeidbar. Das Verständnis von Erlösung als Befreiung und dessen soziale Folgerungen für die politischen Systeme in Lateinamerika führten in der römisch-katholischen Kirche zu heftigen Kontroversen. Der Vatikan lehnte die Befreiungstheologie in den 1970er-Jahren offiziell ab und entzog einigen prominenten Vertretern die Lehrbefugnis. Papst Johannes Paul II. setzte sich etwa durch Versetzung von Priestern, die ihr anhingen, oder durch Ernennung von Gegnern zu Bischöfen gegen die Befreiungstheologie ein. Andererseits verstärkte dieser Papst die Kapitalismuskritik seit dem Ende des Kalten Krieges 1990.
In Deutschland lehnte insbesondere Joseph Höffner die Befreiungstheologie mit soziologischen und wirtschaftswissenschaftlichen Argumenten strikt ab und empfahl stattdessen eine Besinnung auf die römisch-katholische Soziallehre. Kardinal Joseph Ratzinger – der spätere Papst Benedikt XVI. – argumentierte gegen jede politische Theologie und kritisierte, dass eine bloß soziologische Sicht der Kirche als Machtfaktor das eigentliche Ziel der Kirche verfehle, nämlich die Menschen vom Vertrauen zur Wahrheit Jesu Christi zu überzeugen. Auch mache die Befreiungstheologie sich zum Steigbügelhalter künftiger Diktatoren. Ratzinger war als Vorsitzender der römisch-katholischen Glaubenskongregation maßgeblich für den Entzug der Lehrerlaubnis und das Redeverbot gegen Leonardo Boff verantwortlich. Er erhob u. a. den Vorwurf, die Befreiungstheologie sei eigentlich ein Marxismus im christlichen Gewand und strebe ein sozialistisches Gesellschaftsmodell an, das nicht mit der Schöpfungsordnung vereinbar sei.
Die in den Beschlüssen von Medellín verankerte Parteinahme für die Armen verhinderte jedoch den offenen Bruch der kirchlichen Hierarchie mit der Befreiungstheologie. Auf der V. CELAM-Generalkonferenz in Aparecida (Brasilien) 2007 erörterten sie gemeinsam mit dem Papst religiöse und sozialreformerische Fragen in gemeinsamer Perspektive mit den der Befreiungstheologie zuneigenden Bischöfen.
Im gleichen Jahr deutete sich jedoch eine Neuauflage der Kontroverse zwischen kirchlicher Hierarchie und Befreiungstheologie an, als die Glaubenskongregation eine Notifikation veröffentlichte, in der wesentliche Aspekte der befreiungstheologischen Christologie Jon Sobrinos kritisiert wurden. Im Dezember 2009 hielt Benedikt XVI. außerdem eine Ansprache an fünf brasilianische Bischöfe, in der er von „einigen trügerischen Prinzipien der Befreiungstheologie“, sprach. Die Kritik richtete sich wahrscheinlich an den anwesenden Bischof von Caçador, Luiz Carlos Eccel, der 2007 in einem Hirtenbrief geschrieben hatte:

„Wer die Befreiungstheologie ablehnt, lehnt auch Jesus Christus ab, denn jede Theologie ist entweder befreiend oder sie ist keine Theologie.“

Insgesamt hat sich die katholische Befreiungstheologie heute stark ausdifferenziert. Während einige – etwa Gustavo Gutiérrez und Clodovis Boff – sich bemühen, das Verhältnis zur Hierarchie zu verbessern, konzentrieren sich andere auf die Ausarbeitung z. B. feministischer, ökologischer oder aktueller kapitalismuskritischer Befreiungstheologien.

### Protestantismus
Im katholisch geprägten Lateinamerika hatten von Anfang an auch einige protestantische (vorwiegend methodistische und lutherische) Kirchen entscheidenden Anteil an der Entwicklung der Befreiungstheologie. Wichtige Impulse gaben hier der Brasilianer Rubem Alves, der Argentinier José Míguez Bonino und die Uruguayer Emilio Castro und Julio de Santa Ana. Darüber hinaus ist der US-Amerikaner Richard Shaull zu nennen, der in Brasilien wirkte und eine „Theologie der Revolution“ vertritt. Ein weiteres Beispiel ist die Minjung-Theologie in Korea.
Anders als die katholische Befreiungstheologie, die ihre Bezugspunkte hauptsächlich in den Weichenstellungen des 2. Vatikanischen Konzils und in den Basisgemeinden hatte, entwickelte sich ihre protestantische Variante in kritischer Auseinandersetzung mit der europäischen dialektischen Theologie und befasste sich mit der Frage, wie ein glaubwürdiges politisches Engagement der Kirchen und einzelner Christen im lateinamerikanischen Kontext Gestalt annehmen könnte. Diskutiert wurde die Beteiligung von Christen an revolutionären Aufbrüchen und die Haltung zur Guerilla. Vor diesem Hintergrund formulierte José Míguez Bonino, dass es in Lateinamerika gelte, „in einer revolutionären Situation Theologie zu treiben“. Auf katholischer Seite vertrat Hugo Assmann ähnliche Positionen, der deshalb einen engen Anschluss an die protestantischen Befreiungstheologen suchte.
Die in der Gruppe Iglesia y Sociedad en América Latina (ISAL, spanisch „Kirche und Gesellschaft in Lateinamerika“) zusammengeschlossenen protestantischen Befreiungstheologen unterstützten aus dieser Haltung heraus die linke Regierung des Generals Juan José Torres in Bolivien (1970–1971). In Argentinien gründeten befreiungstheologisch orientierte protestantische Kirchen gemeinsam mit einigen katholischen Bistümern die Ökumenische Menschenrechtsbewegung (MEDH), die für eine Aufklärung des Schicksals der 30.000 Desaparecidos während der Militärdiktatur 1976–1983 kämpft. Querverbindungen bestanden auch zu der in Chile entstandenen Bewegung der ChristInnen für den Sozialismus.
Die Friedenskirchen griffen manche Anregungen der Befreiungstheologen auf, halten gleichwohl an ihrer strikten Gewaltlosigkeit fest und lehnen die Beteiligung von Christen an revolutionärer Gewalt ab.
Viele Evangelikale und die charismatische Bewegung in Lateinamerika grenzen sich von der Befreiungstheologie und ihrer Gesellschaftskritik ab. Sie akzentuieren statt Sozialreformen die Erlösung des Individuums und in den Pfingstkirchen häufig auch ein Wohlstandsevangelium. Gleichzeitig praktiziert der evangelikale Protestantismus laut Michael Vollmann „in gewisser Weise, was auch die Entwicklungspolitik predigt: Hilfe zur Selbsthilfe“ mit der Chance, „soziale Strukturen aufzubauen und Sozialkapital zu bilden“. Das diene allerdings nur solange der Verbesserung der sozioökonomischen Situation, wie solche „Freikirchen, die nur auf schnellen Profit durch die Ausbeutung ihrer Gläubigen aus sind, [...] die Ausnahmen bleiben“. Die Überbetonung des individuellen Heils veranlasste evangelikale Theologen wie Samuel Escobar und René Padilla unter dem Leitwort der „Integralen Mission“ ein stärkeres soziales Bewusstsein in den evangelikalen Kirchen Lateinamerikas und darüber hinaus anzumahnen. Entsprechende Organisationen wie La Red del Camino sind im Sinne der „Integralen Mission“ tätig. Padilla sieht in diesem Ansatz eine „Alternative zur Befreiungstheologie“.
Die Erfolge der charismatischen Bewegung spiegeln auch Enttäuschungen christlicher Bevölkerungsteile mit der Befreiungstheologie: Deren Anspruch, Theologie von den Armen und Unterdrückten ausgehend und für diese zu machen, wirkte nicht überall überzeugend. Manche Befreiungstheologen lehnten die Volksfrömmigkeit als antiaufklärerisch ab. So bezeichnete José Míguez Bonino sie im Anschluss an Marx als „eine tief entfremdete und entfremdende Frömmigkeit“. Sie verkannten dabei deren große trost- und hoffnungsstiftende Bedeutung für das Volk. Die Abwertung der Volksfrömmigkeit durch Theologen der Befreiung stieß viele Mitglieder von Basisgemeinden vor den Kopf. Theologie wurde damit erneut zu einer akademischen Angelegenheit, die nur wenige Eingeweihte und keine Massenbewegung erreichte. Das Ausbleiben einer wirklich gerechten Sozialordnung, die die Massen am politischen Entscheidungs- und Gestaltungsprozess beteiligt, hatte vielerorts eine Rückwendung zu rein innerlich-individuellen Glücks- und Heilserwartungen zur Folge.

### Politik
Bereits 1969, kurz nach der Bischofsversammlung in Medellín, informierte der spätere US-Vizepräsident Nelson Rockefeller die Regierung Richard Nixons über die Bedrohung von US-Interessen in Lateinamerika, die nach Rockefellers Einschätzung von der Befreiungstheologie ausgingen. Der sogenannte Rockefeller-Bericht hielt fest:

„Wenn die lateinamerikanische Kirche die Vereinbarungen von Medellín verwirklicht, sind die Interessen der USA in Gefahr.“

In manchen Staaten Lateinamerikas gewannen Basisgemeinden und Befreiungstheologen zeitweise Einfluss auf politische Veränderungen, etwa die Brüder Fernando und Ernesto Cardenal im Zuge der sandinistischen Revolution in Nicaragua oder Óscar Romero in El Salvador in den 1970er-Jahren. In der letzten Predigt vor seiner Ermordung durch Militärs 1980 äußerte sich Erzbischof Romero zu den massiven gesellschaftlichen Problemen in El Salvador mit einem dramatischen Appell, der einige zentrale Aussagen der Befreiungstheologie berührt:

„Kein Soldat ist gezwungen, einem Befehl zu folgen, der gegen das Gesetz Gottes verstößt. Einem amoralischen Gesetz ist niemand unterworfen. Es ist an der Zeit, dass ihr euer Gewissen wiederentdeckt und es höher haltet als die Befehle der Sünde. Die Kirche, Verteidigerin der göttlichen Rechte und Gottes Gerechtigkeit, der Würde des Menschen und der Person, kann angesichts dieser großen Gräuel nicht schweigen. Wir fordern die Regierung auf, die Nutzlosigkeit von Reformen anzuerkennen, die aus dem Blut des Volkes entstehen. Im Namen Gottes und im Namen dieses leidenden Volkes, dessen Klagen jeden Tag lauter zum Himmel steigen, ersuche ich euch, bitte ich euch, befehle ich euch im Namen Gottes: Hört auf mit der Repression!“

Um diesen Einfluss ideologisch und militärisch zu bekämpfen, bildeten sich in den USA von der Regierung gestützte Organisationen, die ähnlich wie die Contras in Nicaragua mit den Militärs lateinamerikanischer Diktaturen gegen linksgerichtete Bewegungen und Parteien zusammenarbeiteten, ihnen Waffen lieferten, sie zu deren Gebrauch und zu Foltermethoden ausbildeten (siehe dazu auch Schmutziger Krieg und School of the Americas). So forderte ein nach der Bischofskonferenz von Puebla 1980 erstelltes Geheimdokument des „Komitees von Santa Fe“, zu dem Berater des späteren US-Präsidenten Ronald Reagan gehörten, die psychologische, politische und militärische Bekämpfung der Befreiungstheologie und ihrer Vertreter durch die USA:

“U.S. policy must begin to counter (not react against) liberation theology as it is utilized in Latin America by the ‘liberation theology’ clergy.”

Als Auswirkung dieser Kooperation wurden etwa in El Salvador hohe Belohnungen für Morde an der Befreiungstheologie nahestehenden Priestern ausgesetzt, denen 1980 auch Óscar Romero zum Opfer fiel. Im gleichen Jahr wurden die US-amerikanischen Missionarinnen Maura Clarke, Jean Donovan, Ita Ford und Dorothy Kazel, die von Romeros Vorbild inspiriert nach El Salvador gekommen waren, von Soldaten des salvadorianischen Militärs entführt, vergewaltigt und ermordet. Als weitere Folge gilt ein Massaker am 16. November 1989, bei dem die durch das US-Militär gebildete und trainierte militärische Spezialeinheit Bataillon Atlacatl eine Gruppe befreiungstheologisch orientierter Jesuiten, darunter Ignacio Ellacuría, an der Zentralamerikanischen Universität in San Salvador ermordete.
Von der Befreiungstheologie beeinflusste soziale und politische Bewegungen sind die Landlosenbewegung und die Partido dos Trabalhadores (PT) in Brasilien, die Indigenenbewegung in Ecuador und die Zapatisten in Mexiko. 1990 wurde der aus der befreiungstheologisch inspirierten Lavalas-Bewegung stammende Salesianerpriester Jean-Bertrand Aristide zum Präsidenten von Haiti gewählt. Aus den Präsidentschaftswahlen in Paraguay 2008 ging Fernando Lugo, Befreiungstheologe und früherer Bischof von San Pedro, als Sieger hervor.

## Musikalische Rezeption
- Das könnte den Herren der Welt ja so passen. Text: Kurt Marti, Musik: Peter Janssens, 1970.
- Ein befreiendes Lied. Text: Diethard Zils, Musik: Ludger Stühlmeyer, 1992.

## Dokumentarfilm
- The Gospel of Revolution. François-Xavier Drouet (Regie), Frankreich / Belgien 2024, 115 Minuten.